# Герман, Якоб
Я́коб Ге́рман (нем. Jakob Hermann; 16 июля 1678, Базель — 14 июля 1733, там же) — швейцарский математик и механик.
Член Берлинской (1707; иностранный), Болонской (1708), Петербургской (профессор с 1725; почётный член с 1731) и Парижской академий наук (1733).

## Биография
Якоб Герман родился в городе Базеле 16 июля 1678 года. Учился в Базельском университете и закончил его в 1696 г.; ученик Якоба Бернулли, под руководством которого Герман изучал математику. Первоначально рассчитывал заниматься богословием и в 1701 г. даже принял сан, но склонность к занятиям математикой победила. Своим первым сочинением, которое было опубликовано в 1700 г. и имело целью опровержение нападок нидерландского математика и философа Б. Ньивентейта на дифференциальное исчисление, он обратил на себя внимание Г. В. Лейбница, по представлению которого Герман был избран членом только что учреждённой Берлинской академии наук (1701).
Активно занимаясь математикой, Герман публикует ряд статей в германском научном журнале «Acta Eruditorum», две из которых обратили на себя внимание виднейших математиков того времени; в результате Герман по рекомендации Лейбница в 1707 году был приглашён занять кафедру математики Падуанского университета. Во время своей работы в Падуе (1707—1713 гг.) Герман снискал большое уважение среди итальянских учёных и в 1708 г. был избран в Болонскую академию наук. С 1713 года Герман — профессор университета Франкфурта-на-Одере.
В 1723 году Л. Л. Блюментрост во исполнение намерения Петра I об учреждении в России академии наук обратился к известному немецкому учёному Х. Вольфу с просьбой рекомендовать нескольких европейских учёных для вновь учреждаемой академии; среди предложенных Вольфом кандидатур был и Герман. На письмо Блюментроста последний ответил согласием и 8 января (21 января) 1725 года подписал со специально приехавшим во Франкфурт-на-Одере российским дипломатом графом А. Г. Головкиным контракт на пять лет о своём членстве в Академии в качестве профессора математики. Герман стал первым из иностранных учёных, принявших обязанности члена Петербургской академии наук, за что его называли professor primarius ‘первый профессор’ (иначе говоря — «первый академик»).
Герман прибыл в Санкт-Петербург 31 июля (11 августа) 1725 года. 15 августа (26 августа) он — в числе первых приехавших в российскую столицу академиков — был представлен Екатерине I в её Летнем дворце; при этом он произнёс обращённую к императрице приветственную речь, хорошо воспринятую всеми присутствующими. Именно Герман открыл 2 ноября (13 ноября) 1725 года первое заседание Петербургской академии наук (проходившее ещё до её официального открытия) и прочитал на нём текст своей статьи «De figura telluris sphaeroide cujus axis minor sita intra polos а Newtono in Principiis philosophiae mathematicis synthetice demonstratam analytica methodo deduxit», в которой анализировалась предложенная Ньютоном теория фигуры Земли, по которой Земля представляет собой сфероид, сплюснутый у полюсов. Это выступление Германа вызвало, между прочим, возражения другого академика — Г. Б. Бильфингера, который придерживался картезианской механики и не принимал ньютоновскую теорию тяготения.
В петербургский период своей жизни Герман интенсивно работает; около полутора десятков его статей по математике и механике опубликовано в научном журнале Петербургской академии наук «Commentarii Academiae Imperialis Scientiarum Petropolitanae». В частности, именно статьёй Германа под названием «De mensura virium corporum» открывается первый том этого журнала (подготовленный в 1726, но изданный в 1728 году). Когда 24 мая (4 июня) 1727 года в Санкт-Петербург приехал Л. Эйлер, также ставший академиком Петербургской АН, то Герман, будучи его земляком и дальним родственником (мать Эйлера доводилась Герману троюродной сестрой), оказывал Эйлеру всяческое покровительство.
В 1728 г. начались, однако, серьёзные трения между рядом академиков (включая Германа) и секретарём Петербургской академии наук Иоганном-Даниилом Шумахером; усложнилась и политическая обстановка в России. В этих условиях Герман не стал продлевать свой контракт (срок которого истёк в 1730 г.) и в сентябре 1730 г. был уволен из академии в отставку (с предоставлением звания «почётного академика» и назначением пенсии размером в 200 рублей в год). 14 января (25 января) 1731 года Герман покинул Санкт-Петербург и направился в родной Базель. В Базеле Герман продолжал поддерживать научную связь с Петербургской академией наук и печатать в её изданиях свои труды.
В 1733 году Герман был избран членом Парижской академии наук, но 14 июля этого же года скончался.

## Научная деятельность
Основные работы Германа относятся к механике и анализу (с приложением последнего к геометрии), а также к истории математики. Он разрабатывал теорию интегрирования обыкновенных дифференциальных уравнений первого порядка, теорию кривых и поверхностей второго порядка, занимался вопросами интегрального исчисления и элементарной геометрии, сферическими эпициклоидами.
В работах по механике Герман изучал движение тел в среде или в вакууме под действием переменных сил, занимался вопросами теории тяготения и внешней баллистики.
Наиболее выдающимся сочинением Германа стал его трактат по динамике «Форономия, или о силах и движениях тел твёрдых и жидких», который он начал писать ещё в Падуе, а закончил во Франкфурте-на-Одере, издав его в 1716 году (под «форономией» Герман понимал науку, ставшую позднее известной под названием «теоретическая механика»). Л. Эйлер высоко оценивал «Форономию»; в предисловии к своему первому фундаментальному трактату «Механика, или наука о движении, изложенная аналитически» (1736) он ставил её в один ряд с сочинениями Ньютона «Математические начала натуральной философии» и П. Вариньона «Новая механика, или статика». Именно три перечисленных трактата стали отправным пунктом для многих исследований Эйлера.

### Принцип Германа — Эйлера
В главе V второй части книги первой «Форономии» Герман занимался задачей об определении приведённой длины составного физического маятника (представлявшего собой совокупность нескольких материальных точек, жёстко скреплённых между собой и способных совместно вращаться вокруг горизонтальной оси под действием силы тяжести), развивая в процессе её решения особый вариант принципа сведения условий движения системы к условиям её равновесия (и предвосхищая при этом позднейший принцип Даламбера).
Анализом данной задачи (в случае двух точечных грузов) занимался ещё учитель Германа — Якоб Бернулли. Близость идей обоих учёных видна из одинаковости используемой ими терминологии: для обозначения понятия «сила» Герман пользуется тем же термином sollicitatio ‘побуждение’, что и Я. Бернулли. Подобно последнему, Герман вводит в рассмотрение для отдельных точек составного маятника «свободные» и «истинные» побуждения к движению (т. е  силы, вызывающие соответственно свободное и истинное ускорения данных точек). Однако — в отличие от своего предшественника — Герман идёт при сведении динамической задачи к статической по иному пути, и кладёт в основу теории движения составного маятника не условие равновесия маятника под действием приложенных к нему «потерянных» побуждений к движению (движущих сил), а условие эквивалентности двух совокупностей, приложенных к точкам маятника сил — истинных движущих сил и свободных движущих сил. Тем самым теория движения составного маятника в подходе Германа существенно упрощается (с устранением необходимости образовывать и использовать такие добавочные научные абстракции, как использовавшиеся Якобом Бернулли «потерянные» и «приобретённые» побуждения к движению).
Вместо этого Герман вводит понятие «викарных» (заменяющих) сил (лат. sollicitationes vicariae) для сил тяжести; применительно к точкам составного маятника это — силы, направления которых перпендикулярны к радиус-векторам точек. Замещающие силы у Германа по определению эквивалентны задаваемым силам (то есть силам тяжести); данную эквивалентность следует понимать так: если изменить направления всех «замещающих» сил на противоположные, то маятник при одновременном действии системы сил тяжести и новой системы сил останется в равновесии.
Герман указывает:  «Для нашего дела рассмотрение действительного движения ничего не даёт, так как в данном случае это движение, уже приобретённое, должно рассматриваться как общее, в котором отдельные частицы увлекаются; но рассмотрим приращения скоростей частиц, мгновенно им сообщённые, и это нарождающееся движение можно исследовать независимо от того, порождено ли оно „замещающими силами“… или действительными силами тяжести».
Постулировав эту эквивалентность, Герман записывает условие эквивалентности в виде равенства суммарного момента истинных движущих сил (викарных сил) относительно оси вращения маятника суммарному моменту свободных движущих сил (сил тяжести) относительно той же оси. Таким образом, у него в качестве основного средства сведения динамической задачи к статической выступают именно «замещающие» силы, а не «потерянные», как у Я. Бернулли; последние он не вычисляет и подробно не рассматривает (полагая вопрос о них уже выясненным), а лишь упоминает.
Далее, решая поставленную задачу, Герман доказывает две леммы и переходит к доказательству основной теоремы, формулируя её так: если точечные грузы, составляющие маятник и движущиеся под действием сил тяжести, мысленно освободить от связей, то они начнут двигаться вверх (каждая первоначально — с той скоростью, которую она получила в связанном движении), и в итоге каждый из грузов сможет подняться на такую высоту, что общий центр тяжести системы грузов вновь окажется на высоте, с которой начиналось связанное движение. Именно из этого положения (принимаемого без доказательства) исходил Х. Гюйгенс, когда строил свою теорию физического маятника.
В 1740 г. Л. Эйлер в мемуаре «О малых колебаниях тел как твёрдых, так и гибких. Новый и лёгкий метод» обобщил подход Германа (применённый тем лишь к одной конкретной задаче) и использовал его при решении ряда разнообразных задач динамики систем твёрдых тел. Эйлер кратко формулирует рассматриваемый принцип как принцип эквивалентности двух систем сил — сил «актуальных» (то есть фактически приложенных) и сил «требуемых» (которые были бы достаточны для реализации того же движения при отсутствии связей), чётко указывая при этом на связь обсуждаемого подхода и методов статики. Сформулированный таким образом принцип Германа — Эйлера фактически представлял собой форму принципа Даламбера — причём найденную раньше, чем было опубликовано сочинение Даламбера «Динамика» (1743). Однако (в отличие от принципа Даламбера) принцип Германа — Эйлера ещё не рассматривался его авторами как основа общего метода решения задач о движении механических систем со связями.
Заметим, что в петербургский период своей жизни Герман ещё раз вернулся к задаче о физическом маятнике и решил её (другим способом) в статье «Новый способ вывода уже рассматривавшегося правила определения центра колебания любого сложного маятника, полученный из теории движения тяжёлых тел по дугам окружности» (представлена Академии наук в 1728 г.). Данный им вывод, по существу, совпадает с обычным доказательством упомянутого правила при помощи интеграла живых сил.

## Память
В 1935 г. Международный астрономический союз присвоил имя Германа кратеру на видимой стороне Луны.

## Публикации
- Hermann J.  Responsio ad cl. Nieuwenteyt considerationes secundes circa calculi differentialis principia. — Basel, 1700.
- Hermann J.  Methodus inveniendi radios osculi in curvis ex focis descriptis // Acta Eruditorum. — Leipzig: Grosse & Gleditsch, 1702. — P. 501—504.
- Hermann J.  Demonstratio geminae formulae а Celeberrimo Dn. Joh. Bernoulli pro multisectione anguli vel arcus circularis, sine demonstratione exhibita // Acta Eruditorum. — Leipzig: Grosse & Gleditsch, 1703. — P. 345—360.
- Hermann J.  De nova accelerationis lege, qua gravia versus terram feruntur, suppositis Motu diurno terrae et vi gravitatis constanti // Acta Eruditorum. — Leipzig: Grosse & Gleditsch, 1709. — P. 404—411.
- Ermanno J.  Metodo d’investigare l’Orbite de’ Pianeti, nell’ ipotesi che le forze centrali o pure le gravit’a degli stessi Pianeti sono in ragione reciproca de’ quadrati delle distanze, che i medesimi tengono dal Centro, a cui si dirigono le forze stesse // Giornale de’ letterati d’Italia, 2, 1710. — P. 447—467.
- Hermann J.  Phoronomia sive de viribus et motibus corporum solidorum et fluidorum. Liberi duo. — Amstelædami: R. & G. Wetstenios, 1716.
- Hermann J.  De mensura virium corporum // Commentarii Academiae Imperialis Scientiarum Petropolitanae. Tomus I. — СПб., 1728. — P. 1—42.
- Hermann J.  De calculo integrali // Commentarii Academiae Imperialis Scientiarum Petropolitanae. Tomus I. — СПб., 1728. — P. 149—167.
- Hermann J.  Nova ratio deducendi regulam jam passim traditam pro centro oscillationis penduli cujusque compositi petita ex theoria motus gravium in arcubus circularibus // Commentarii Academiae Imperialis Scientiarum Petropolitanae. Tomus III. — СПб., 1732. — P. 1—12.